# 特克斯和凯科斯群岛国徽
特克斯和凯科斯群岛国徽于1965年授予。徽章由在黄色背景上带有圖案是海螺殼、龍蝦和仙人掌组成。两边是敏捷的火烈鸟。徽章的波峰是两个剑麻植物之间的鹈鹕，代表与绳索行业的联系。这些象征在特克斯和凯科斯群岛旗帜和总督旗帜上的徽章也有体现。